# Besta deild 2023
Die Besta deild 2023 war die 112. Spielzeit der höchsten isländischen Fußballliga. Die Hauptrunde begann am 10. April 2023 und endete am 3. September 2023. Anschließend fanden vom 17. September bis 7. Oktober 2023 die Meister- und die Abstiegsrunde statt.

## Modus
Zunächst trafen die zwölf Mannschaften in der Hauptrunde jeweils zweimal aufeinander. Danach ermittelten die ersten sechs Mannschaften in der Meisterschaftsrunde den Meister, während die sechs letztplatzierten Mannschaften in der Abstiegsrunde spielten. In diesen Runden wurde nur die Hinrunde ausgespielt, sodass es hierbei jeweils zu fünf Spieltagen kam. Die Punkte aus der Hauptrunde wurden jeweils übernommen.
Der Meister war für die Qualifikation der Champions League 2024/25 zugelassen, die zweit- und drittplatzierte Mannschaft sowie der Pokalsieger für die Conference League. Die zwei letztplatzierten Mannschaften stiegen zum Saisonende ab.

## Vereine
Im Vergleich zum Vorjahr veränderte sich die Ligazusammensetzung folgendermaßen: ÍA Akranes und Leiknir Reykjavík stiegen als elft- bzw. zwölftplatziertes Team der Saison 2022 in die 1. deild karla (2. Leistungsstufe) ab. Der dortige Meister ÍF Fylkir Reykjavík sowie der Zweitplatzierte HK Kópavogur schafften den sofortigen Wiederaufstieg in die erste Liga.
| Verein               | Wappen                   | Stadt          | Stadion          | Kapazität |
| -------------------- | ------------------------ | -------------- | ---------------- | --------- |
| FH Hafnarfjörður     | FH Hafnarfjörður         | Hafnarfjörður  | Kaplakriki       | 06.738    |
| Breiðablik Kópavogur | Breiðablik Kópavogur     | Kópavogur      | Kópavogsvöllur   | 05.501    |
| Keflavík ÍF          | Keflavík ÍF              | Keflavík       | Keflavíkurvöllur | 04.957    |
| ÍF Fylkir Reykjavík  | ÍF Fylkir Reykjavík      | Reykjavík      | Fylkisvöllur     | 02.872    |
| KA Akureyri          | KA Akureyri              | Akureyri       | Akureyrarvöllur  | 03.500    |
| Valur Reykjavík      |                          | Reykjavík      | Hlíðarendi       | 02.465    |
| ÍBV Vestmannaeyjar   | ÍB Vestmannaeyja         | Vestmannaeyjar | Hásteinsvöllur   | 02.983    |
| KR Reykjavík         | KR Reykjavík             | Reykjavík      | Meistaravellir   | 02.781    |
| Víkingur Reykjavík   | Víkingur Reykjavík       | Reykjavík      | Víkingsvöllur    | 01.449    |
| UMF Stjarnan         | Ungmennafélagið Stjarnan | Garðabær       | Stjörnuvöllur    | 01.292    |
| HK Kópavogur         | HK Kópavogur             | Kópavogur      | Kórinn           | 01.452    |
| Fram Reykjavík       | Fram Reykjavík           | Reykjavík      | Framvöllur       | 00370     |

## Hauptrunde

### Abschlusstabelle
| Pl.                         | Verein                   | Sp. | S  | U | N  | Tore    | Diff. | Punkte |
| --------------------------- | ------------------------ | --- | -- | - | -- | ------- | ----- | ------ |
| 1.                          | Víkingur Reykjavík (P)   | 22  | 19 | 2 | 1  | 065:200 | +45   | 59     |
| 2.                          | Valur Reykjavík          | 22  | 14 | 3 | 5  | 053:250 | +28   | 45     |
| 3.                          | Breiðablik Kópavogur (M) | 22  | 11 | 5 | 6  | 044:360 | +8    | 38     |
| 4.                          | UMF Stjarnan             | 22  | 10 | 4 | 8  | 045:250 | +20   | 34     |
| 5.                          | FH Hafnarfjörður         | 22  | 10 | 4 | 8  | 041:440 | −3    | 34     |
| 6.                          | KR Reykjavík             | 22  | 9  | 5 | 8  | 029:360 | −7    | 32     |
| 7.                          | KA Akureyri              | 22  | 8  | 5 | 9  | 031:390 | −8    | 29     |
| 8.                          | HK Kópavogur (N)         | 22  | 6  | 7 | 9  | 037:480 | −11   | 25     |
| 9.                          | Fylkir Reykjavík (N)     | 22  | 5  | 6 | 11 | 029:450 | −16   | 21     |
| 10.                         | Fram Reykjavík           | 22  | 5  | 4 | 13 | 032:470 | −15   | 19     |
| 11.                         | ÍBV Vestmannaeyjar       | 22  | 5  | 4 | 13 | 024:430 | −19   | 19     |
| 12.                         | Keflavík ÍF              | 22  | 1  | 9 | 12 | 020:420 | −22   | 12     |
| Stand: Abschluss Hauptrunde |                          |     |    |   |    |         |       |        |

Platzierungskriterien: 1. Punkte – 2. Tordifferenz – 3. geschossene Tore

| (M) | amtierender isländischer Meister     |
| (P) | amtierender isländischer Pokalsieger |
| (N) | Neu/Aufsteiger der letzten Saison    |

### Kreuztabelle
Die Heimmannschaften stehen in der linken Spalte, die Auswärtsmannschaften befinden sich in der ersten Zeile.
| 2023                        | Breiðablik Kópavogur | KA Akureyri | Víkingur Reykjavík | KR Reykjavík | UMF Stjarnan | VAL   | Keflavík ÍF | ÍBV Vestmannaeyjar | Fram Reykjavík | FH Hafnarfjördur | ÍF Fylkir Reykjavík | HK Kópavogur |
| --------------------------- | -------------------- | ----------- | ------------------ | ------------ | ------------ | ----- | ----------- | ------------------ | -------------- | ---------------- | ------------------- | ------------ |
| Breiðablik Kópavogur        | —                    | 2:0         | 2:2                | 3:4          | 1:1          | 1:0 a | 2:1         | 3:1                | 5:4            | 0:2              | 5:1                 | 3:4          |
| KA Akureyri                 | 1:1                  | —           | 0:4 a              | 1:1          | 2:1          | 0:4   | 0:0         | 3:0                | 4:2            | 4:2              | 2:1                 | 1:1          |
| Víkingur Reykjavík          | 5:3                  | 1:0         | —                  | 3:0          | 2:0          | 2:3   | 4:1         | 6:0                | 3:1            | 2:0              | 2:0                 | 6:1          |
| KR Reykjavík                | 0:1                  | 2:0         | 1:2                | —            | 1:0          | 0:4   | 2:0         | 1:1                | 3:2            | 1:0              | 2:0                 | 0:1          |
| UMF Stjarnan                | 0:2                  | 4:0         | 0:2                | 3:1          | —            | 2:0   | 3:0         | 4:0                | 4:0            | 5:0              | 2:2                 | 5:4          |
| Valur Reykjavík             | 0:2                  | 4:2         | 0:4                | 5:0          | 3:2          | —     | 0:0         | 2:1                | 1:0            | 1:1              | 2:1                 | 4:1          |
| Keflavík ÍF                 | 0:0                  | 3:4         | 3:3                | 0:2          | 1:1          | 1:1   | —           | 1:3                | 0:0            | 2:3              | 1:1                 | 0:2          |
| ÍBV Vestmannaeyjar          | 2:1                  | 2:0         | 0:1                | 2:2          | 0:2          | 0:3   | 1:1         | —                  | 1:0            | 2:3              | 0:1                 | 3:0          |
| Fram Reykjavík              | 0:1                  | 2:1         | 2:3                | 1:2          | 2:1          | 1:3   | 4:1         | 3:1                | —              | 2:2              | 1:1                 | 3:2          |
| FH Hafnarfjörður            | 2:2                  | 0:3         | 1:3                | 3:0          | 1:0          | 3:2   | 2:1         | 2:1                | 4:0            | —                | 2:4                 | 4:3          |
| ÍF Fylkir Reykjavík         | 1:2                  | 1:1         | 1:3                | 3:3          | 0:4          | 1:6   | 1:2         | 2:1                | 3:1            | 4:2              | —                   | 0:0          |
| HK Kópavogur                | 5:2                  | 1:2         | 1:2                | 1:1          | 1:1          | 0:5   | 3:1         | 2:2                | 1:1            | 2:2              | 1:0                 | —            |
| Stand: Abschluss Hauptrunde |                      |             |                    |              |              |       |             |                    |                |                  |                     |              |

## Meisterschaftsrunde
Die besten sechs Mannschaften der Hauptrunde spielen nochmals jeweils einmal gegeneinander.

Die Ergebnisse und Punkte aus der Hauptrunde werden übernommen.
| Pl.             | Verein                   | Sp. | S  | U | N  | Tore    | Diff. | Punkte |
| --------------- | ------------------------ | --- | -- | - | -- | ------- | ----- | ------ |
| 1.              | Víkingur Reykjavík (P)   | 27  | 21 | 3 | 3  | 076:300 | +46   | 66     |
| 2.              | Valur Reykjavík          | 27  | 17 | 4 | 6  | 066:350 | +31   | 55     |
| 3.              | UMF Stjarnan             | 27  | 14 | 4 | 9  | 055:290 | +26   | 46     |
| 4.              | Breiðablik Kópavogur (M) | 27  | 12 | 5 | 10 | 052:490 | +3    | 41     |
| 5.              | FH Hafnarfjörður         | 27  | 12 | 4 | 11 | 049:540 | −5    | 40     |
| 6.              | KR Reykjavík             | 27  | 10 | 7 | 10 | 038:480 | −10   | 37     |
| Stand: Endstand |                          |     |    |   |    |         |       |        |

| (M) | amtierender isländischer Meister     |
| (P) | amtierender isländischer Pokalsieger |

| 2023                 | Víkingur Reykjavík | VAL | Breiðablik Kópavogur | UMF Stjarnan | FH Hafnarfjördur | KR Reykjavík |
| -------------------- | ------------------ | --- | -------------------- | ------------ | ---------------- | ------------ |
| Víkingur Reykjavík   | •                  | 5:1 | –                    | –            | 2:1              | 2:2          |
| Valur Reykjavík      | –                  | •   | 4:2                  | 2:0          | 4:1              | –            |
| Breiðablik Kópavogur | 3:1                | –   | •                    | 0:2          | 0:2              | –            |
| UMF Stjarnan         | 3:1                | –   | –                    | •            | –                | 2:0          |
| FH Hafnarfjörður     | –                  | –   | –                    | 1:3          | •                | 3:1          |
| KR Reykjavík         | –                  | 2:2 | 4:3                  | –            | –                | •            |

## Abstiegsrunde
Die letzten sechs Mannschaften der Hauptrunde spielen nochmals jeweils einmal gegeneinander.

Die Ergebnisse und Punkte aus der Hauptrunde werden übernommen.
| Pl.             | Verein               | Sp. | S  | U  | N  | Tore    | Diff. | Punkte |
| --------------- | -------------------- | --- | -- | -- | -- | ------- | ----- | ------ |
| 7.              | KA Akureyri          | 27  | 12 | 5  | 10 | 042:450 | −3    | 41     |
| 8.              | Fylkir Reykjavík (N) | 27  | 7  | 8  | 12 | 043:550 | −12   | 29     |
| 9.              | HK Kópavogur (N)     | 27  | 6  | 9  | 12 | 041:550 | −14   | 27     |
| 10.             | Fram Reykjavík       | 27  | 7  | 6  | 14 | 040:560 | −16   | 27     |
| 11.             | ÍBV Vestmannaeyjar   | 27  | 6  | 7  | 14 | 031:500 | −19   | 25     |
| 12.             | Keflavík ÍF          | 27  | 2  | 10 | 15 | 027:540 | −27   | 16     |
| Stand: Endstand |                      |     |    |    |    |         |       |        |

| (N) | Neu/Aufsteiger der letzten Saison |

| 2023                | KA Akureyri | HK Kópavogur | ÍF Fylkir Reykjavík | Fram Reykjavík | ÍBV Vestmannaeyjar | Keflavík ÍF |
| ------------------- | ----------- | ------------ | ------------------- | -------------- | ------------------ | ----------- |
| KA Akureyri         | •           | 1:0          | –                   | –              | 2:1                | 4:2         |
| HK Kópavogur        | –           | •            | 2:2                 | 1:1            | 0:1                | –           |
| ÍF Fylkir Reykjavík | 2:4         | –            | •                   | 5:1            | 2:2                | –           |
| Fram Reykjavík      | 1:0         | –            | –                   | •              | –                  | 3:1         |
| ÍBV Vestmannaeyjar  | –           | –            | –                   | 1:1            | •                  | 1:1         |
| Keflavík ÍF         | –           | 2:1          | 1:3                 | –              | –                  | •           |